# Miralcamp (kommunhuvudort)
Miralcamp är en kommunhuvudort i Spanien.   Den ligger i provinsen Província de Lleida och regionen Katalonien, i den östra delen av landet, 400 km öster om huvudstaden Madrid. Miralcamp ligger 275 meter över havet och antalet invånare är 1 307.
Terrängen runt Miralcamp är platt. Runt Miralcamp är det ganska glesbefolkat, med 38 invånare per kvadratkilometer. Närmaste större samhälle är Mollerussa, 3,5 km nordost om Miralcamp. Trakten runt Miralcamp består till största delen av jordbruksmark.